# Willie Mays
Willie Howard Mays Jr, född den 6 maj 1931 i Westfield i Alabama, död den 18 juni 2024 i Palo Alto i Kalifornien, var en amerikansk professionell basebollspelare som spelade 23 säsonger i Major League Baseball (MLB) 1948, 1951–1952 och 1954–1973. Mays var centerfielder.
Mays, som hade smeknamnet The Say Hey Kid, inledde karriären i Negro leagues 1948 innan han köptes av New York Giants, där han debuterade 1951. Han följde med när den klubben flyttades till San Francisco 1958 och var kvar till 1972, då han trejdades till New York Mets, med vilka han avslutade sin magnifika karriär året efter.
Mays anses av många ha varit bland de bästa spelarna i MLB någonsin. Han var urtypen för en så kallad five-tool player, alltså en spelare som har högt slaggenomsnitt, slår många homeruns, stjäl många baser, är bra defensivt och har en bra kastarm. Mays slog under karriären 660 homeruns i grundserien, vilket ger honom en sjätteplats i MLB:s historia. Under fyra olika säsonger slog han flest homeruns i National League (NL) och han var bäst i NL i slugging % och on-base plus slugging (OPS) fem säsonger vardera. Hans snabbhet ledde till att han hade flest stulna baser i NL under fyra olika säsonger och flest triples under tre olika säsonger. Han var den första spelaren i NL:s historia att slå minst 30 homeruns och stjäla minst 30 baser under samma säsong och den första i MLB:s historia att slå minst 300 homeruns och stjäla minst 300 baser under karriären.
Mays blev uttagen till MLB:s all star-match hela 24 gånger (1959–1962 spelades två all star-matcher per säsong), delat näst flest i historien. Bland hans övriga meriter kan nämnas Rookie of the Year Award i NL 1951 samt MVP Award i NL 1954 och 1965. Hans briljanta defensiva spel renderade tolv Gold Glove Awards, delat flest genom tiderna för outfielders, och han innehar MLB-rekorden i antal putouts (bränningar) av en outfielder och av en centerfielder. Han vann World Series med New York Giants 1954, klubbens sista titel före flytten till San Francisco några år senare. Hans fantastiska lyra i match 1 har gått till historien som "The Catch".
Mays valdes in i National Baseball Hall of Fame 1979 på första försöket. Hans tröjnummer 24 har pensionerats av både San Francisco Giants och New York Mets. 2015 erhöll han Presidentens frihetsmedalj, USA:s främsta civila utmärkelse.

## Uppväxt
Mays föddes 1931 i det lilla samhället Westfield i Jefferson County nära Birmingham i Alabama. I Westfield bodde mest afroamerikaner som arbetade inom stålindustrin. Hans föräldrar, Willie "Cat" Mays Sr och Annie Satterwhite, var ogifta tonåringar. Fadern arbetade inom stålindustrin och som uppassare på nattåg, och var även halvprofessionell basebollspelare. Modern var duktig i friidrott och basket. Hon lämnade familjen när Mays var mycket ung och bildade en ny familj i Birmingham, där hon fick tio barn. Hon dog 1953. Mays flyttade som barn med sin far till närbelägna Fairfield, där han uppfostrades av fadern och två mostrar.
Mays introducerades till baseboll av sin far och spelade ibland med denne. Mays var under sin tid i high school framstående inom amerikansk fotboll, som quarterback, och basket.
Mays smeknamn som ung var Buck. Hans idol var Joe DiMaggio.

## Karriär

### Birmingham Black Barons
Mays debuterade 1948, när han bara var 17 år och fortfarande gick i high school, för Birmingham Black Barons i Negro American League, en Negro league vars första tolv säsonger (1937–1948) sedan 2020 av MLB anses ha varit på major league-nivå. Hans talang som basebollspelare uppmärksammades av många klubbar i dåtidens MLB, men det var förbjudet för dessa att skriva kontrakt med spelare som gick i high school. Mays spelade därför vidare för Black Barons fram till juni 1950, strax efter det att han hade gått ut high school. Den klubb som köpte honom var New York Giants.

### New York/San Francisco Giants

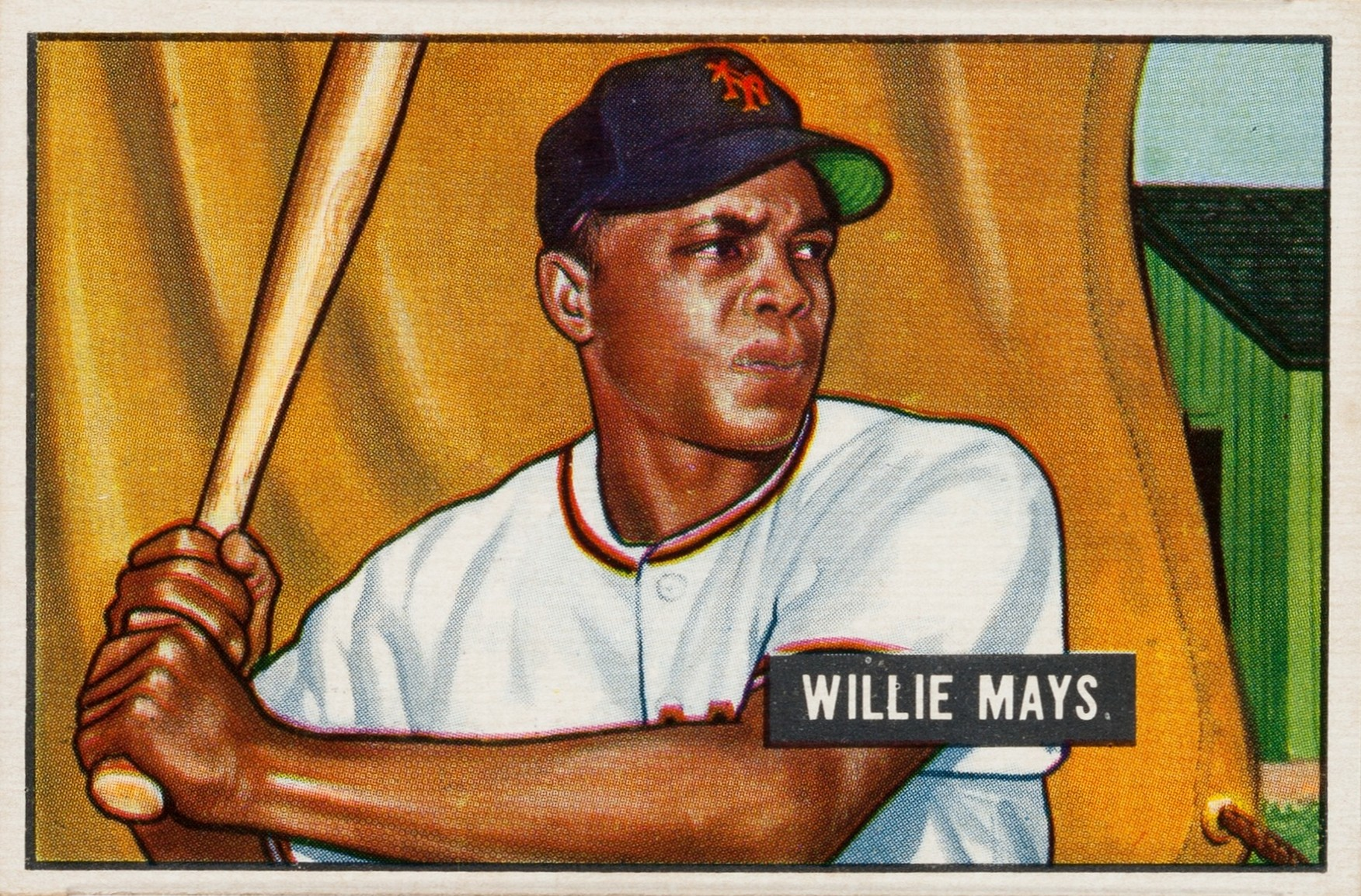
Basebollkort föreställande Mays under hans debutsäsong för New York Giants 1951.

Mays placerades först i en farmarklubb i Trenton i New Jersey, där han inte fick bo på samma hotell som sina vita lagkamrater när de spelade borta, och utsattes för rasistiska påhopp från motspelare och deras supportrar. Efter hand som säsongen gick och han visade upp sitt fina spel minskade dock sådana påhopp. Det var under denna tid som han fick sitt berömda smeknamn The Say Hey Kid. Han brukade nämligen ropa Say hey! för att få sina lagkamraters uppmärksamhet eftersom han i början inte visste vad de hette.
Nästa säsong, 1951, fick Mays inleda för Giants högsta farmarklubb i Minneapolis i Minnesota, där han med ett slaggenomsnitt på 0,477 på 35 matcher visade att han var redo för att spela på en ännu högre nivå, även om han själv inte var så säker på den saken. Han debuterade för Giants den 25 maj, men inledde svagt och hade inga hits på de tre första matcherna innan han slog sin första hit, en homerun, mot den framtida National Baseball Hall of Fame-medlemmen Warren Spahn. Snart hade han kommit igång, och han hade en fin första säsong med ett slaggenomsnitt på 0,274, 20 homeruns och 68 RBI:s (inslagna poäng) på 121 matcher, bra nog för att vinna Rookie of the Year Award i National League (NL). Giants vann NL efter en mycket stark avslutning och efter att ha besegrat ärkerivalen Brooklyn Dodgers i en avgörande matchserie som avslutades med Bobby Thomsons klassiska "Shot Heard 'Round the World". I World Series blev det dock förlust mot New York Yankees med 2–4 i matcher, och Mays hade ett slaggenomsnitt på bara 0,182, inga homeruns och en RBI.
Mays spelade bara 34 matcher 1952 innan han fick avbryta säsongen för att tjänstgöra i USA:s armé under koreakriget. Mays var dock kvar i USA, på Fort Eustis i Virginia, där han fick möjlighet att spela baseboll. Han missade även hela 1953 års MLB-säsong av samma anledning.

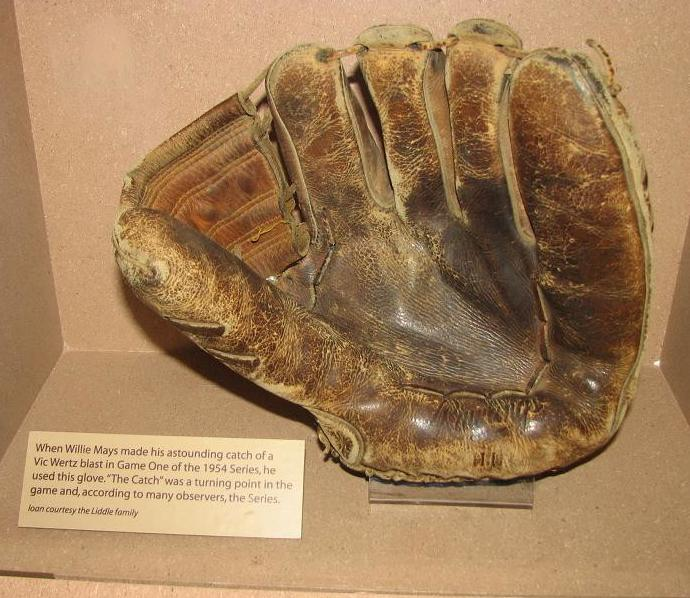
Basebollhandsken som Mays hade på sig när han gjorde "The Catch" i World Series 1954.

Mays blev utskriven från armén våren 1954 och åkte direkt till Giants försäsongsträning i Phoenix. Det märktes inte på honom att han varit borta från MLB i nästan två år och han blev den första spelaren någonsin att slå minst 30 homeruns före all star-matchen, som han blev uttagen till för första gången (han skulle komma att bli uttagen till samtliga all star-matcher under resten av karriären). Efter all star-matchen slog han inte alls lika många homeruns, men å andra sidan höjde han sitt slaggenomsnitt. Det hamnade till slut på 0,345, bäst i hela MLB, och han var även etta i slugging % med 0,667 samt etta i NL i on-base plus slugging (OPS) med 1,078 och triples med 13. Det var hans högsta slugging % och OPS under karriären. Vidare slog han 41 homeruns och hade 110 RBI:s på sina 151 matcher. Han belönades med sin första MVP Award. Framgångarna fortsatte i World Series, som Giants vann med 4–0 i matcher mot Cleveland Indians och där Mays hade ett slaggenomsnitt på 0,286, inga homeruns och tre RBI:s. I slutet av match 1 fångade Mays en lyra som nått legendstatus och brukar kallas "The Catch".
Under 1955 års säsong var Mays, som spelade 152 matcher, etta i MLB i homeruns (51), slugging % (0,659), OPS (1,059), total bases (382; delat högst under karriären) och at bats per homerun (11,37) samt delad etta i extra-base hits (82) och triples (13). Hans slaggenomsnitt var 0,319 och han hade 127 RBI:s, båda siffrorna näst bäst i NL. Han började även stjäla baser i större utsträckning än tidigare och var tvåa i NL även i den kategorin med 24. Trots de fina resultaten kom han bara fyra i omröstningen till NL:s MVP Award.
Mays fick en ny tränare 1956 när Bill Rigney ersatte Leo Durocher och Mays kom inte lika väl överens med Rigney som han hade gjort med Durocher. Han spelade inte lika bra den säsongen som den föregående, med ett slaggenomsnitt på 0,296, 36 homeruns och 84 RBI:s på 152 matcher. Han var dock överlägsen i MLB avseende stulna baser med 40, vilket var det högsta resultatet i MLB på tolv år och det högsta som Mays kom upp i under karriären. Han blev den första spelaren i NL:s historia, och den andra i MLB:s historia, att slå minst 30 homeruns och stjäla minst 30 baser under samma säsong.
1957 höjde Mays sitt slaggenomsnitt till 0,333 (näst bäst i NL), slog 35 homeruns och hade 97 RBI:s på 152 matcher. Hans snabbhet ledde till att han var klart bäst i MLB i triples (20) och stulna baser (38). Vidare hade han högst slugging % (0,626) i NL. För andra året i rad slog han minst 30 homeruns och stal minst 30 baser. Han blev även den fjärde spelaren under 1900-talet att under samma säsong slå minst 20 doubles (26), 20 triples och 20 homeruns och den andra att dessutom stjäla minst 20 baser. 1957 var första säsongen som Gold Glove Awards delades ut, och Mays fick priset som bästa defensiva centerfielder, den första av tolv raka Gold Glove Awards som han vann.
Giants hade lägst publiksnitt i NL både 1956 och 1957 och i augusti 1957 meddelade klubbens ägare att han skulle flytta klubben från New York till San Francisco inför 1958 års säsong. Under den sista matchen som klubben spelade på hemmaarenan Polo Grounds hyllades Mays med en stående ovation.
Mays fick inget varmt välkomnande i San Francisco; kanske för att han symboliserade New York, kanske för att han var svart. Han hade till och med problem att hitta en bostad och när han väl hade flyttat in kastades ett föremål genom en fönsterruta på huset. På planen hade han en fin säsong där han på 152 matcher hade ett slaggenomsnitt på 0,347, hans högsta under karriären och näst högst i NL, 29 homeruns och 96 RBI:s. Han gjorde 121 poäng, flest i NL, och slog 208 hits. Det var enda gången under karriären som han kom upp i 200 hits under en säsong. Med 31 stulna baser var han bäst i MLB för tredje året i rad och han hade högst OPS (1,002) i NL. Han kom tvåa i omröstningen till NL:s MVP Award och utsågs två gånger under säsongen, i maj och september, till månadens spelare i NL. Maj månads utmärkelse var den första som någonsin delades ut. Trots något sämre statistik än Mays blev nykomlingen Orlando Cepeda, en framtida National Baseball Hall of Fame-medlem, mer populär bland supportrarna.
Mays blev den högst betalda spelaren i MLB för första gången 1959, med en lön på 75 000 dollar. Med något undantag behöll han den distinktionen fram till och med 1970. Han drabbades av karriärens första allvarliga skada under försäsongsträningen då han skar sig på en del av en motståndares utrustning och fick sys med 35 stygn på ena benet. Han var dock redo för spel när säsongen drog igång. I augusti bröt han ett ben i höger lillfinger, men spelade på trots skadan. Giants låg bra till men en svag avslutning gjorde att klubben inte lyckades vinna NL. Mays spelade 151 matcher och hade ett slaggenomsnitt på 0,313, 34 homeruns och 104 RBI:s. Han slog 43 doubles, flest under karriären, och för fjärde raka säsongen stal han flest baser i NL (27).
Giants flyttade 1960 från Seals Stadium till den nybyggda Candlestick Park. Den nya arenan visade sig vara blåsig och svår att slå homeruns i. Mays slog bara tolv där under den första säsongen, mot 17 på bortaplan. Sett över hela säsongen var hans slaggenomsnitt 0,319 och han hade 103 RBI:s på 153 matcher. Han var bäst i MLB med 190 hits.

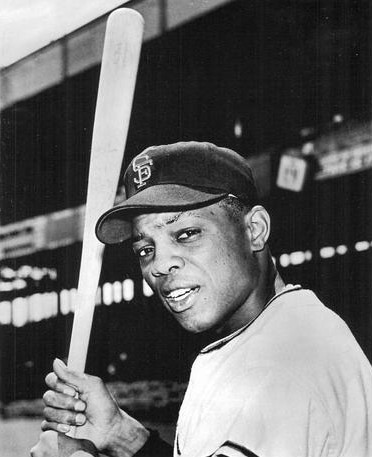
Mays cirka 1961.

Den 30 april 1961 i en match borta mot Milwaukee Braves slog Mays fyra homeruns, trots att han hade varit magsjuk föregående natt. Bara sex spelare hade tidigare slagit fyra homeruns i samma match i MLB och det skulle dröja 15 år innan det inträffade nästa gång. Den 29 juni slog han tre homeruns i en match borta mot Philadelphia Phillies, och han blev därmed den fjärde spelaren i MLB:s historia att slå minst tre homeruns i två olika matcher under samma säsong. Mays och lagkamraten Orlando Cepeda kämpade om homerun-kronan i NL, precis som Mickey Mantle och Roger Maris i American League (AL), men till slut vann Cepeda med 46 medan Mays var tvåa med 40. På 154 matcher hade han ett slaggenomsnitt på 0,308 och 123 RBI:s, och han var etta i NL i poäng (129). Buandet från supportrarna i San Francisco som Mays hade behövt utstå sedan flytten dit 1958, började nu tystna.
1962 års säsong var den bästa för Giants sedan flytten västerut, mycket tack vare Mays som hade en av sina bästa säsonger dittills. Han spelade varje match, förutom i mitten av september då han tvingades till vila några dagar efter att ha svimmat på avbytarbänken. Precis som 1951 kom Giants på delad förstaplats i NL med Dodgers, som också hade flyttat till Kalifornien 1958 och hade bytt namn till Los Angeles Dodgers, och precis som då krävdes en avgörande matchserie för att få fram vilken klubb som skulle vinna ligan och gå vidare till World Series. Historien upprepade sig när Giants återigen avgjorde med en sen vändning i den tredje och avgörande matchen. Totalt blev det 162 matcher i grundserien för Mays, med ett slaggenomsnitt på 0,304. Han var bäst i MLB med 49 homeruns och 382 total bases, den senare siffran delat högst under karriären. Vidare hade han 141 RBI:s, slog 90 extra-base hits och gjorde 130 poäng, alla tre siffrorna flest under karriären och näst bäst i NL, samt var bäst i NL med 12,67 at bats per homerun. I omröstningen till NL:s MVP Award kom han tvåa. New York Yankees stod för motståndet i World Series precis som 1951, och även denna gång var Yankees det starkare laget; de vann med 4–3 i matcher. Mays hade ett slaggenomsnitt på 0,250, inga homeruns och en RBI.
Inför 1963 års säsong skrev Mays på ett nytt kontrakt med Giants som gav honom 105 000 dollar per säsong, ett nytt rekord för MLB. Han inledde säsongen förhållandevis svagt, men kom igång ordentligt efter all star-matchen, där han utsågs till mest värdefulla spelare (MVP). I augusti utsågs han till månadens spelare i NL för första gången på nästan fem år. Den månaden slog han sin 400:e homerun i grundserien under karriären, en nivå som bara nio spelare hade uppnått före honom. På 157 matcher hade han ett slaggenomsnitt på 0,314, 38 homeruns och 103 RBI:s. Han var delat bäst i MLB i extra-base hits (77), men hade bara åtta stulna baser.
I början av 1964 års säsong utsåg Giants tränare Alvin Dark Mays till lagkapten, och han blev därmed den första svarta lagkaptenen i AL/NL:s historia. Han spelade 157 matcher under vilka hans slaggenomsnitt sjönk under 0,300 för första gången sedan 1956 (0,296), men å andra sidan slog han 47 homeruns, flest i NL, och hade 111 RBI:s. Vidare var han bäst i MLB i slugging % (0,607) samt bäst i NL i OPS (0,990) och at bats per homerun (12,30).

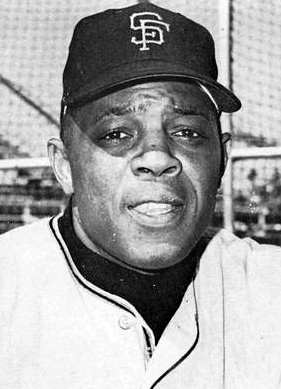
Mays cirka 1965.

Mays fyllde 34 år under 1965 års säsong, men bevisade att han fortfarande tillhörde den absoluta eliten med en säsong som gav honom hans andra MVP Award i NL, elva år efter den första. Det var det längsta avståndet mellan två MVP Awards i prisets historia. I augusti tog han hem priset för månadens spelare i NL för fjärde och sista gången efter att bland annat ha satt ett nytt NL-rekord med 17 homeruns under en månad (rekordet slogs 1998 av Sammy Sosa med 20). Den 13 september slog han sin 500:e homerun i grundserien under karriären, en klassisk milstolpe i MLB som fram till dess bara hade uppnåtts av fyra spelare – Babe Ruth, Jimmie Foxx, Mel Ott och Ted Williams. Mays slog hela 52 homeruns den säsongen, flest under karriären och flest i MLB den säsongen. Ingen spelare i NL hade nått 50 homeruns under en säsong sedan Mays själv 1955. Ingen i MLB hade tidigare haft minst tio år mellan två säsonger med minst 50 homeruns. Hans slaggenomsnitt var 0,317 och han hade 112 RBI:s på 157 matcher. Med en on-base % på 0,398, en slugging % på 0,645 och en OPS på 1,043 var han bäst i MLB, liksom med 360 total bases och 10,73 at bats per homerun. Den senare siffran var bäst under karriären. 1965 var tolfte raka säsongen som Mays gjorde minst 100 poäng, men det var också hans sista.
Mays tangerade Mel Otts NL-rekord på 511 homeruns i grundserien den 24 april 1966 och slog rekordet med nummer 512 den 4 maj. Den 17 augusti passerade han Jimmie Foxx med sin 535:e homerun och var då tvåa genom tiderna i MLB, "bara" 179 efter Babe Ruths 714. Mays hade en sista riktigt bra säsong och kom trea i omröstningen till NL:s MVP Award, vilket var nionde och sista gången som han kom bland de fem bästa. För 13:e säsongen i rad kom han upp i minst 150 matcher (152), och satte därmed ett MLB-rekord som står sig än i dag (2024). Han hade ett slaggenomsnitt på 0,288, 37 homeruns och 103 RBI:s. Det var åttonde säsongen i rad, och samtidigt den sista under hans karriär, som han hade minst 100 RBI:s. Han kom heller aldrig mer upp i 30 homeruns under en säsong.
Första halvan av 1967 års säsong hade Mays bra statistik (0,291 i slaggenomsnitt, 13 homeruns och 45 RBI:s på de första 75 matcherna), men därefter spelade han sämre. I mitten av juli drabbades han av feber och tvingades tillbringa några dagar på sjukhus. Han återhämtade sig aldrig helt efter det och under de resterande 64 matcherna var hans slaggenomsnitt bara 0,236, med nio homeruns och 25 RBI:s. I en match i mitten av augusti valde motståndarna att ge slagmannen före Mays en avsiktlig walk för att de trodde att de hade större chans att bränna Mays, vilket visar att han inte var så fruktad längre. När säsongen summerades hade han ett slaggenomsnitt på 0,263, 22 homeruns och 70 RBI:s, de sämsta siffrorna han haft dittills när han spelat en hel säsong. Han spelade "bara" 141 matcher, efter 13 raka säsonger med minst 150 matcher.
Mays statistik var något bättre 1968, som gått till historien som "The Year of the Pitcher" eftersom det var en säsong där MLB:s pitchers hade ett stort övertag över slagmännen. I all star-matchen gjorde han matchens enda poäng och utsågs för andra gången till mest värdefulla spelare (MVP). Han var den första som fick denna utmärkelse mer än en gång. På 148 matcher hade han ett slaggenomsnitt på 0,289, 23 homeruns och 79 RBI:s. Hans OPS på 0,860 var fjärde bäst i NL. Defensivt vann han sin tolfte och sista Gold Glove Award.
Den 8 april 1969 stal Mays sin 300:e bas i grundserien under karriären och blev därmed den första i MLB:s historia att slå minst 300 homeruns och stjäla minst 300 baser. (Eftersom Mays sedan 2024 även får tillgodoräkna sig statistik från när han spelade i Negro leagues 1948, där han hade en stulen bas, nådde han egentligen milstolpen den 25 september 1968.) Giants nya tränare Clyde King satte i säsongsinledningen Mays som etta i slagordningen i stället för trea som han var van vid, ett experiment som övergavs redan efter tio matcher. Mays var vid det här laget 38 år gammal och hade inte samma räckvidd som centerfielder, särskilt inte efter en knäskada som han drabbades av i slutet av juli. Den 22 september slog han sin 600:e homerun i grundserien under karriären. Hans slaggenomsnitt över 117 matcher den säsongen var 0,283 och han slog 13 homeruns och hade 58 RBI:s. Giants kom på andra plats i tabellen för femte säsongen i rad.
I januari 1970 utsåg The Sporting News Mays till decenniets spelare för 1960-talet, före spelare som Hank Aaron, Roberto Clemente, Sandy Koufax och Frank Robinson, och detta trots att Mays var förhållandevis gammal (28 år) redan när decenniet inleddes. Vid tidpunkten för all star-matchen i mitten av juli var han redan uppe i 19 homeruns och 47 RBI:s. I den andra matchen efter all star-matchen slog han sin 3 000:e hit i grundserien under karriären, en klassisk milstolpe i MLB. Han var den tionde spelaren att nå denna magiska siffra, och den andra efter Hank Aaron att också ha slagit 500 homeruns. (Även detta datum ska egentligen korrigeras med hänsyn till Mays statistik i Negro leagues 1948, då han hade tio hits, och det rätta datumet är då den 3 juli. MLB kommer dock att fortsätta att högtidlighålla årsdagen av denna händelse den 18 juli.) Mays hade under säsongen ett slaggenomsnitt på 0,291, 28 homeruns och 83 RBI:s på 139 matcher.
Även om centerfielder var hans huvudsakliga position även 1971, började han användas på den fysiskt mindre krävande positionen förstabasman i större utsträckning den säsongen, då han fyllde 40 år. Han slog en homerun i de fyra första matcherna för säsongen, vilket ingen annan hade gjort i MLB:s historia, och efter två månaders spel hade han ett slaggenomsnitt på 0,336, elva homeruns och 33 RBI:s. Den 30 maj passerade han Stan Musial och blev alla tiders rekordhållare i poäng i NL med 1 950. En vecka senare slog han sin 22:a och sista homerun i förlängningar i grundserien under karriären, ett rekord som står sig än i dag (2024). Fram till all star-matchen hade han ett slaggenomsnitt på 0,290, 14 homeruns och 39 RBI:s, men han lyckades inte bibehålla nivån säsongen ut; under resten av säsongen hade han ett slaggenomsnitt på 0,241, fyra homeruns och 22 RBI:s. Han hade betydligt fler walks än han brukade (112), flest i NL och 30 fler än han hade under någon annan säsong. Detta berodde delvis på att stjärnspelaren Willie McCovey, som ofta kom efter Mays i slagordningen, var skadad periodvis och då valde motståndarna att pitcha försiktigt (utanför strikezonen) till Mays och i stället försöka bränna den som kom efter honom. Tack vare alla walks hade Mays en hög on-base % (0,425), också det bäst i NL och hans högsta resultat under karriären. Säsongen utmärkte sig på ett negativt sätt genom att han hade 123 strikeouts, klart flest under karriären. Hans slaggenomsnitt var 0,271, han slog 18 homeruns och hade 61 RBI:s. Han var fortfarande snabb ute på bas och stal 23 baser, den högsta siffran sedan 1960. Giants vann sin division och gick till slutspel för första gången på nio år, men förlorade mot Pittsburgh Pirates i National League Championship Series (NLCS) med 1–3 i matcher. Mays slog en homerun i matchserien, den enda han någonsin slog i slutspelet. Tränaren Charlie Fox använde under säsongen honom som något av en hjälptränare för klubbens outfielders. Efter säsongen erhöll han den allra första Commissioner's Award, ett pris som två år senare döptes om till Roberto Clemente Award och belönar ärligt spel och välgörenhetsarbete.
Mays försökte inför 1972 års säsong att få till ett kontrakt med Giants som sträckte sig flera år framåt för att kunna arbeta kvar i klubben även efter det att hans spelarkarriär var över, men lyckades inte med detta då klubben hade ekonomiska problem. Säsongen började något senare än vanligt på grund av en spelarstrejk, och Mays säsongsinledning var inte bra. Vid aprils utgång, då han spelat 14 matcher, var hans slaggenomsnitt bara 0,146, med noll homeruns och tre RBI:s. Några dagar senare, den 9 maj, spelade han sin 2 857:e och sista match för Giants. Två dagar efter det trejdades han till New York Mets i utbyte mot Charlie Williams. Det rapporterades att trejden även innefattade ett kontantbelopp som sades uppgå till mellan 50 000 och 200 000 dollar, något som Giants dåvarande ägare Horace Stoneham senare förnekade. Mets gick med på att anställa Mays i en tränarroll i minst tre år efter det att han slutat spela. Vid tidpunkten för trejden hade han spelat 19 matcher och höjt sitt slaggenomsnitt något till 0,184.
Redan dagen efter trejden pensionerade Giants Mays tröjnummer 24.

### New York Mets

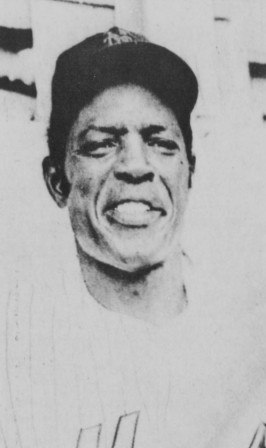
Mays i New York Mets dräkt 1972 eller 1973.

Mets supportrar och media i New York välkomnade Mays med öppna armar. Han debuterade för Mets den 14 maj, på hemmaplan mot sin gamla klubb Giants. Han slog en matchavgörande homerun i Mets vinst. Under säsongen drabbades Mets av flera skador och Mays fick mer speltid än vad han hade väntat sig och kanske orkade med. Tränaren Yogi Berra ville inte tillmötesgå Mays önskemål om att få fler spellediga dagar för att kunna vila sig mellan matcherna. Han spelade 69 matcher för Mets, med ett slaggenomsnitt på 0,267, åtta homeruns och 19 RBI:s. Lägger man ihop de 88 matcherna för Giants och Mets var hans slaggenomsnitt 0,250, med åtta homeruns och 22 RBI:s.
Under 1973 års säsong blev det än mer tydligt att Mays spel hade passerat sitt bäst före-datum. Han drabbades av en skada i början av maj och missade en månads spel. Vid tidpunkten för skadan var hans slaggenomsnitt bara 0,105 och han hade inga homeruns och bara en RBI. Efter skadan spelade han bättre och hade höjt sitt slaggenomsnitt till över 0,200, som brukar betecknas som en skamgräns i MLB, i början av juli. Defensivt var han inte heller samma spelare som förr. Trots Mays undermåliga spel togs han ut till sin 24:e och sista all star-match och tangerade därmed Stan Musials rekord. Uttagningen hade dock inte kommit till stånd om inte basebollkommissarien Bowie Kuhn, i syfte att få med Mays, hade bestämt att en extra spelare skulle få tas ut i vardera laget, och NL:s president Chub Feeney utsåg då Mays till NL:s lag. Han plågades under säsongen av knäproblem och en axelskada. Den 17 augusti slog han sin 660:e och sista homerun i grundserien under karriären. Den 9 september drabbades han av två brutna revben och återkom inte till spel i grundserien; matchen blev hans 3 005:e och sista grundseriematch. Elva dagar senare tillkännagav han att han skulle avsluta karriären efter säsongen, och fem dagar efter det, en dag som utropats till "Willie Mays Day" av New Yorks borgmästare John Lindsay, anordnade Mets en hyllning till honom i närvaro av bland andra Joe DiMaggio och Stan Musial. Mays spelade bara 66 matcher i grundserien den säsongen, med ett slaggenomsnitt på 0,211, karriärens lägsta, sex homeruns och 25 RBI:s. I hans frånvaro gjorde Mets en imponerande slutspurt och vann sin division och slog sedan ut Cincinnati Reds i NLCS med 3–2 i matcher. Mays spelade bara i den femte och avgörande matchen, men bidrog med en RBI och gjorde en poäng. Mets förlorade sedan World Series mot Oakland Athletics med 3–4 i matcher. Mays spelade i tre av matcherna, med ett slaggenomsnitt på 0,286, inga homeruns och en RBI. RBI:n kom i match 2, där han slog in den vinnande poängen i tolfte inningen, hans sista hit. Därmed var hans långa och mycket framgångsrika karriär över.

## Efter karriären

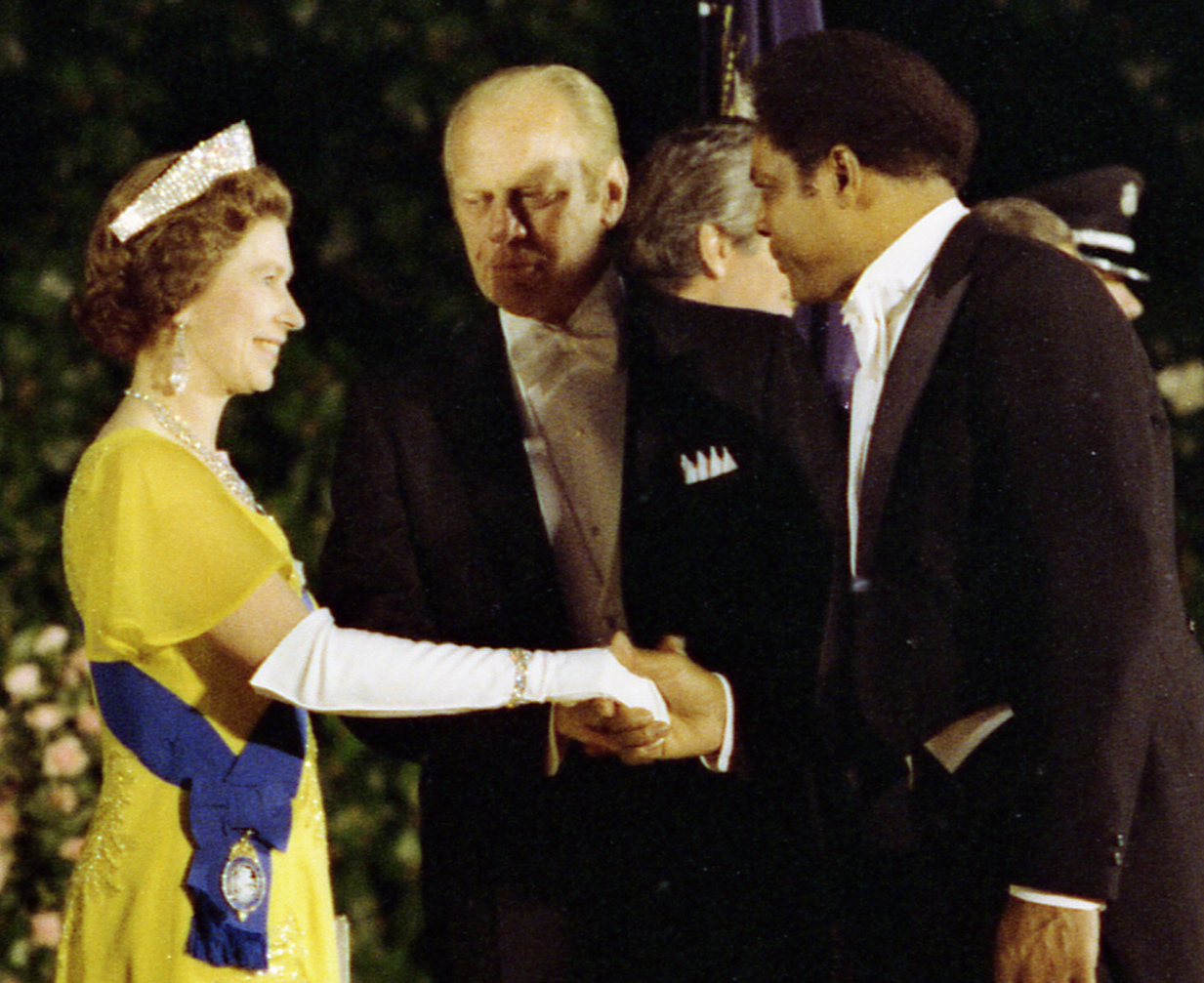
Mays presenteras för Storbritanniens drottning Elizabeth II av USA:s president Gerald Ford 1976.

Mays arbetade som hjälptränare i Mets organisation under några år efter det att han slutat spela. Han försörjde sig även genom att göra reklam för Colgate-Palmolive. Han var en superkändis i USA och var till exempel inbjuden till Vita huset vid Storbritanniens drottning Elizabeth II:s statsbesök 1976.

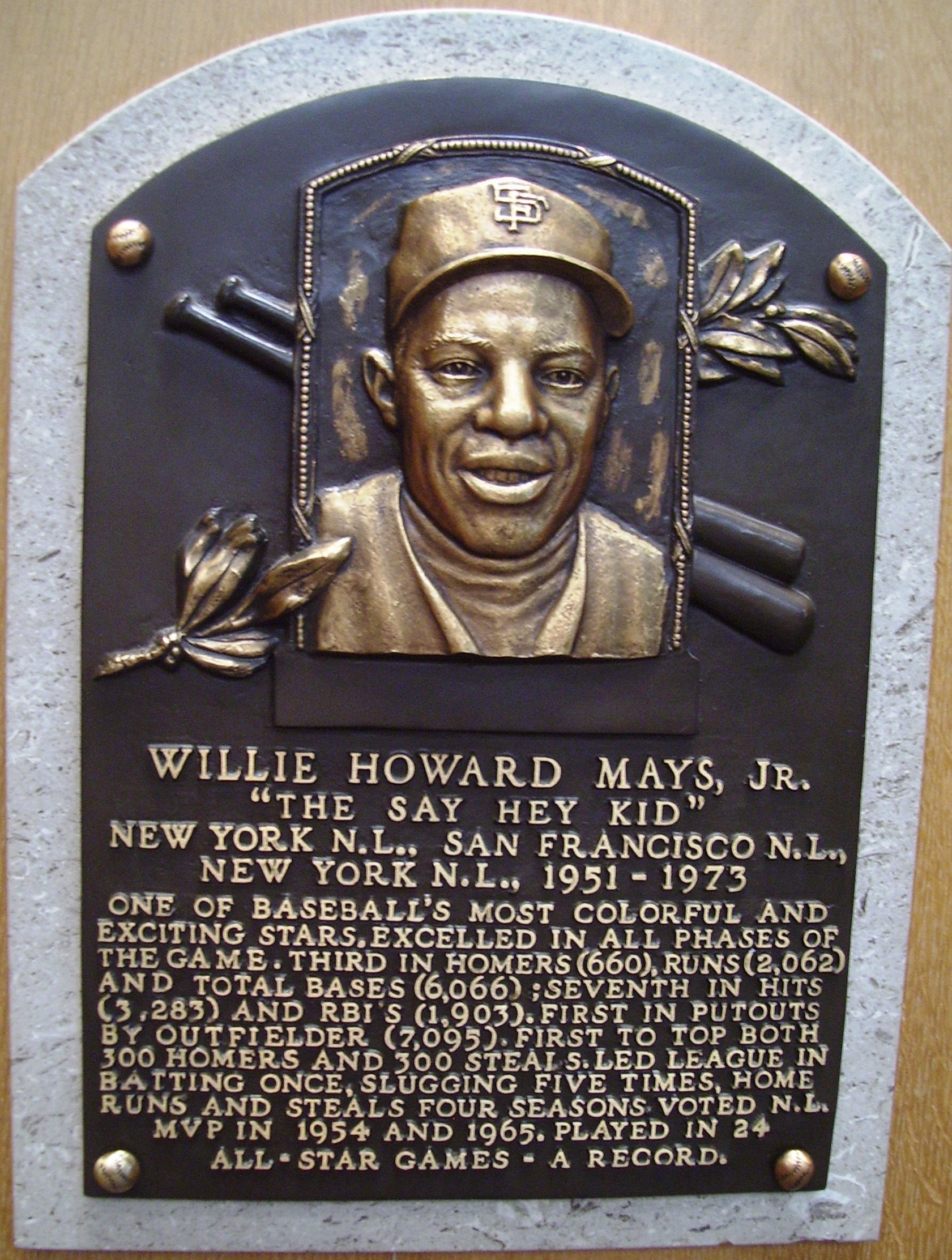
Mays minnestavla i National Baseball Hall of Fame and Museum.

I januari 1979 valdes Mays in i National Baseball Hall of Fame på första försöket. Han fick drygt 94 % av rösterna, den högsta andelen som någon fått sedan de allra första medlemmarna valdes in 1936. Det väckte dock viss förvåning att han inte valdes in enhälligt, och en journalist skrev ironiskt att vissa inte ens skulle ha röstat på Jesus om han hade varit basebollspelare.
Samma höst tog Mays ett jobb hos Ballys kasino i Atlantic City i New Jersey, där han skulle göra reklam för kasinot genom att vara värd vid olika evenemang. Detta gillades dock inte av basebollkommissarien Bowie Kuhn, som var motståndare till allt hasardspel, och Kuhn tvingade Mays att sluta arbeta för Mets och stängde av honom från allt vidare samröre med MLB. Sex år senare hävdes dock avstängningen av Kuhns efterträdare Peter Ueberroth.
Mays började arbeta för sin gamla klubb Giants 1986 i en rådgivarroll och sju år senare anställdes han på ett livstidskontrakt.
Tidningen The Sporting News placerade 1998 Mays på andra plats i tidningens rankning av de 100 bästa basebollspelarna någonsin. Året efter fick han femte flest röster när 1900-talets bästa MLB-spelare röstades fram av supportrar.
När Giants byggde en ny arena, Pacific Bell Park, som invigdes 2000, uppfördes en nästan tre meter hög staty av Mays utanför arenan. Statyn omges av 24 palmträd, vilka symboliserar hans tröjnummer. Arenans adress blev 24 Willie Mays Plaza och Mays var på plats vid invigningen för att kasta det ceremoniella första kastet.
Mays grundade 2000 en stiftelse kallad Say Hey! Foundation, vars syfte är att stödja ungdomar från fattiga områden.
Giants skapade en "Wall of Fame" 2008 och Mays var en av de ursprungliga 43 medlemmarna.

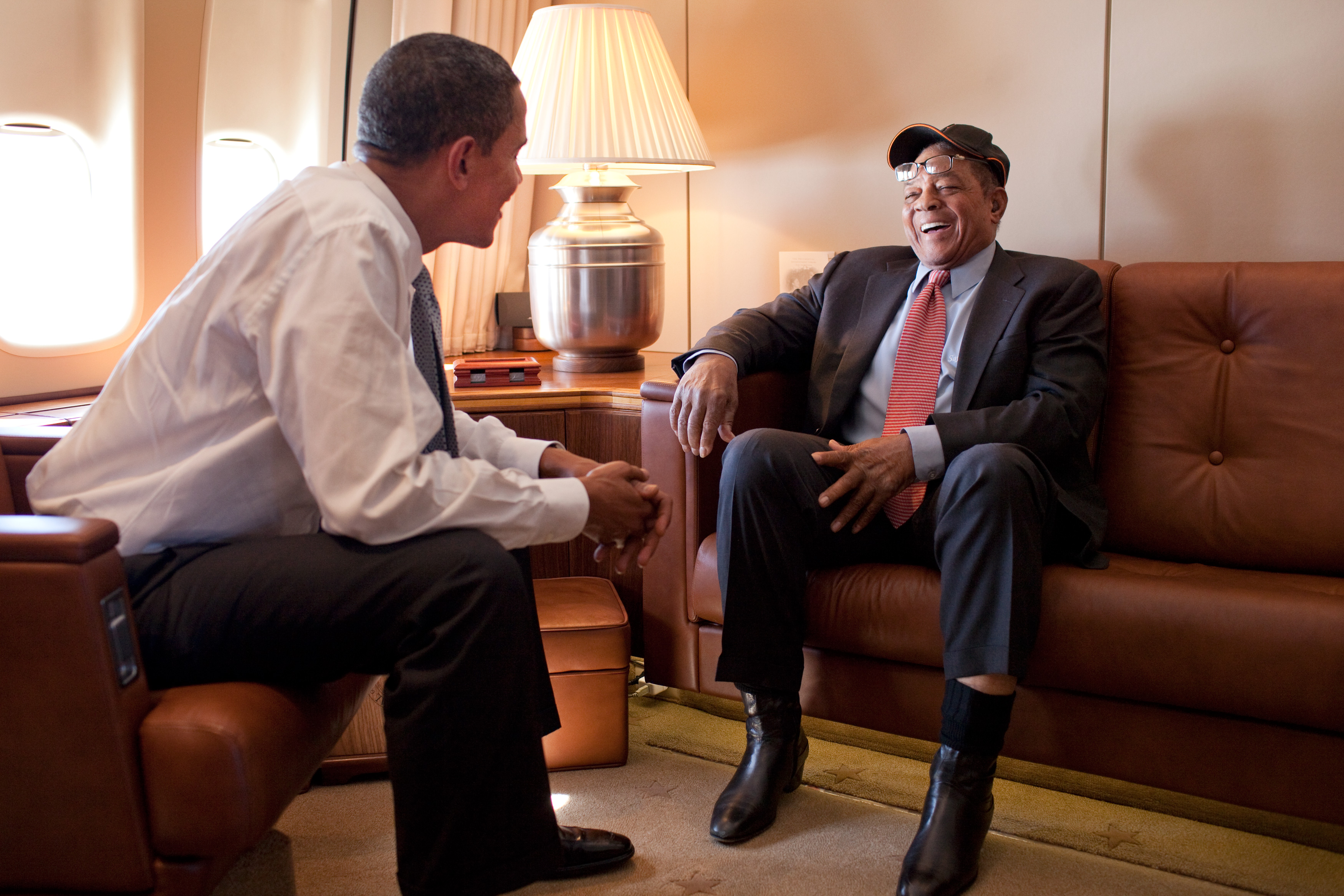
Mays med USA:s president Barack Obama ombord Air Force One 2009.

Bland Mays beundrare fanns USA:s president Barack Obama, som lät Mays följa med på flygplanet Air Force One till MLB:s all star-match 2009.
I samband med MLB:s all star-match 2015 utsågs Mays till en av de fyra främsta då levande spelarna i MLB:s historia tillsammans med Hank Aaron, Johnny Bench och Sandy Koufax. I november samma år hedrades Mays genom att erhålla Presidentens frihetsmedalj, USA:s främsta civila utmärkelse, av president Barack Obama.
2017 uppkallades MLB:s World Series MVP Award efter Mays.
Mays rankades som den bästa basebollspelaren genom tiderna av The Athletic 2020 och 2022 utsågs han på MLB:s officiella webbplats till Giants bästa spelare genom tiderna.
I augusti 2022 pensionerade Mets något överraskande Mays tröjnummer 24, 50 år efter det att han trejdades till klubben och enligt uppgift fick ett löfte från den dåvarande ägaren Joan Payson att ingen Met skulle bära tröjnummer 24 efter honom. Mays, som då var 91 år gammal, kunde själv inte närvara utan representerades av sin son Michael.

## Död

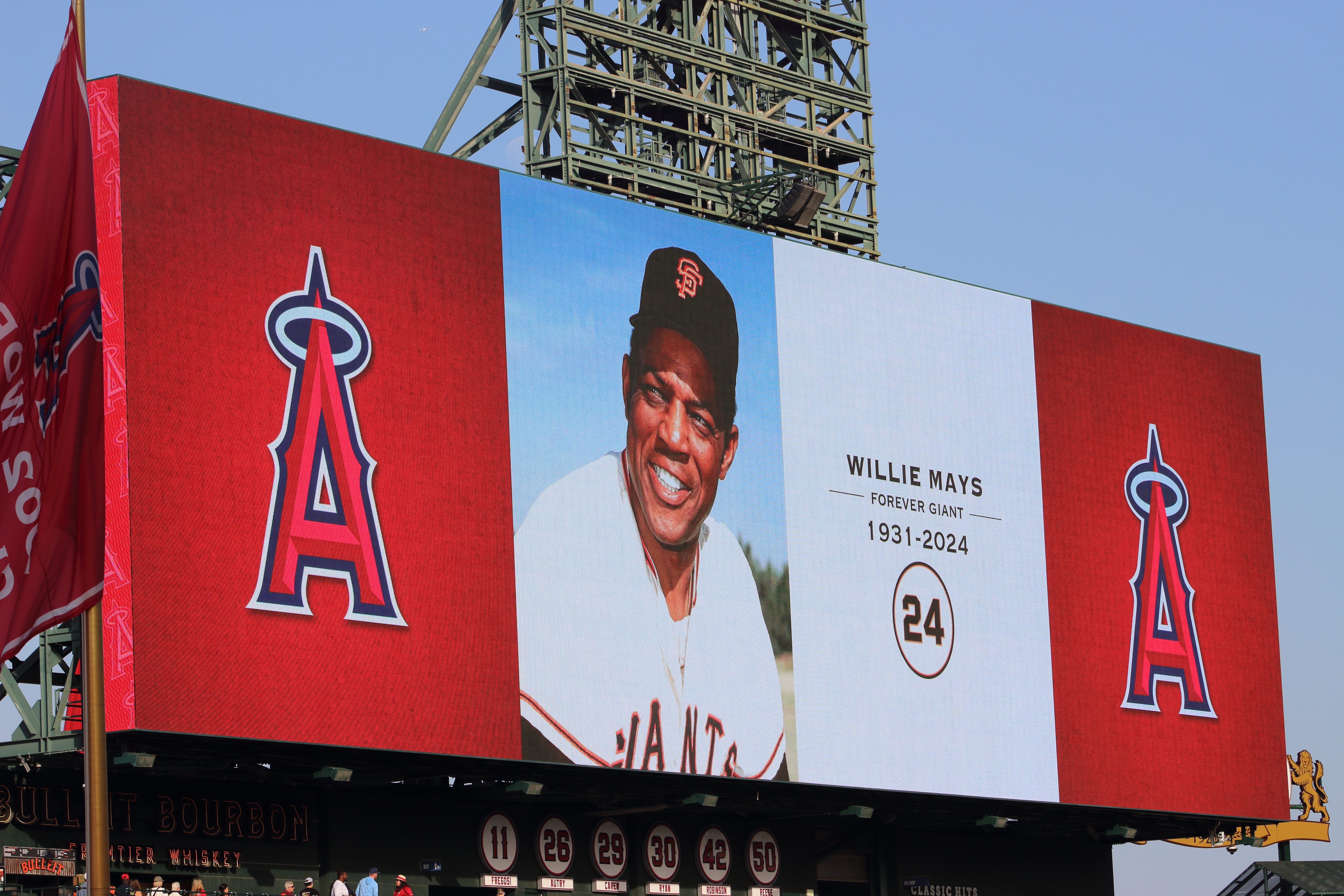
Mays hyllas efter sin död på Angel Stadium i Anaheim i Kalifornien.

Mays avled vid 93 års ålder den 18 juni 2024 i Palo Alto i Kalifornien. Dödsorsaken angavs vara hjärtsvikt. Kondoleanser vällde omedelbart in från basebollstorheter som Mays gudson Barry Bonds, Ken Griffey Jr., Derek Jeter, Aaron Judge och Bryce Harper samt den före detta presidenten Barack Obama och den sittande presidenten Joe Biden. Utanför Giants hemmaarena samlades fans vid statyn av Mays för att hedra hans minne. Bara två dagar efter Mays död arrangerade MLB en sedan länge planerad match i Birmingham i Alabama för att uppmärksamma Negro leagues. Matchen spelades på Rickwood Field, samma arena som Mays hade haft som hemmaarena under sin första proffssäsong 1948, och blev en hyllning till honom. När Giants spelade sin första hemmamatch efter dödsfallet bar samtliga spelare och ledare Mays tröjnummer 24, som ingen i klubben burit sedan han trejdades till Mets 1972. Den 8 juli höll Giants en minnesceremoni i Oracle Park med tal av bland andra basebollkommissarien Rob Manfred, Barry Bonds, Juan Marichal och de före detta presidenterna Bill Clinton och Barack Obama (den senare via ett videomeddelande) samt i närvaro av bland andra Joe Torre, Reggie Jackson, Dennis Eckersley och Rickey Henderson. Både Giants och Mets bar små lappar på sina matchtröjor under resten av 2024 års säsong för att hedra Mays.

## Privatliv

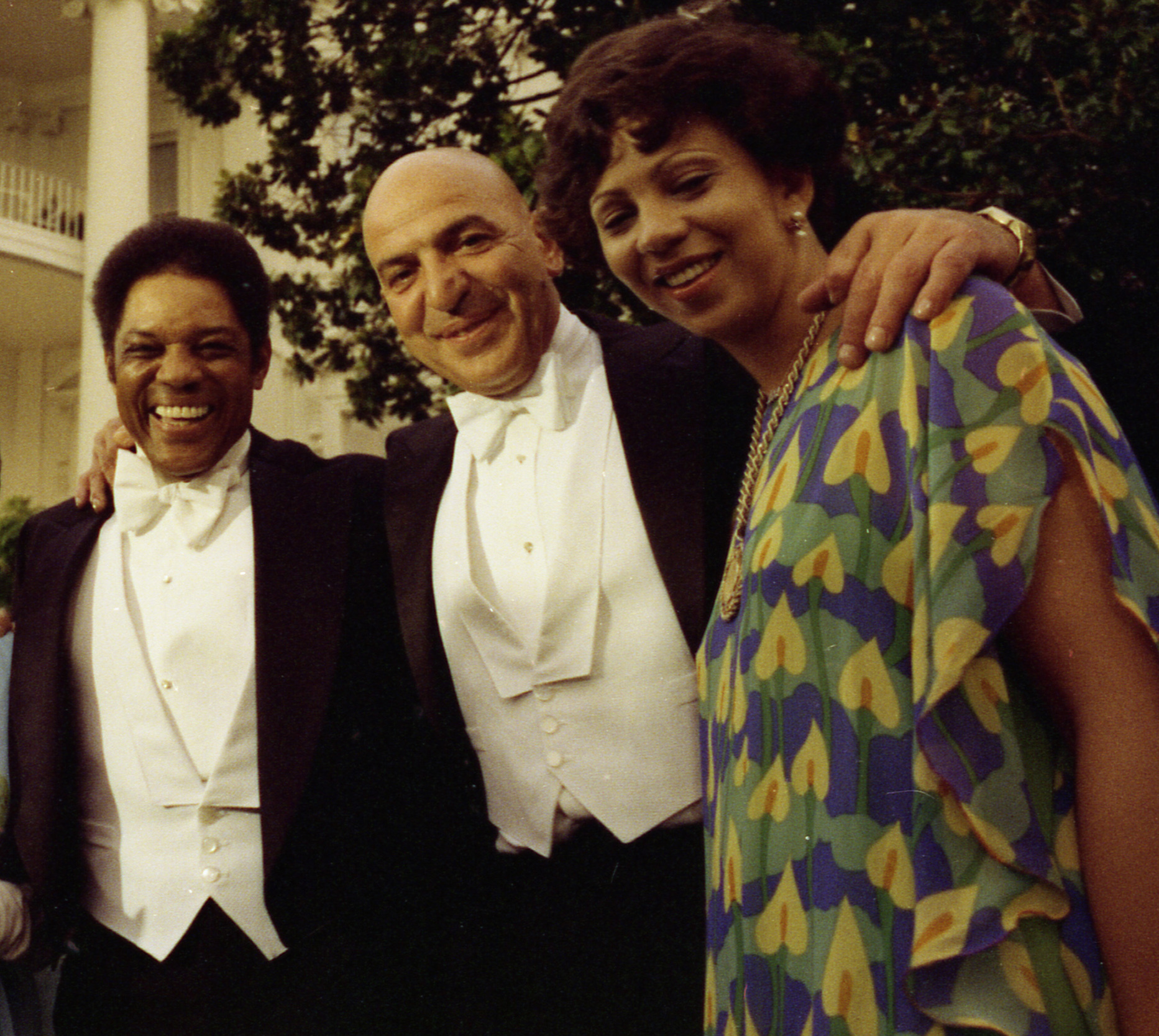
Mays och hans andra hustru Mae Louise med skådespelaren Telly Savalas i mitten utanför Vita huset 1976.

Mays var gift två gånger. Hans första hustru var den fem år äldre och frånskilda Marghuerite Wendell Chapman, som han gifte sig med 1956. Paret adopterade en nyfödd pojke, Michael, tre år senare, men skilde sig 1963. Marghuerite avled 2010.
Mays gifte 1971 om sig med den sju år yngre socialarbetaren Mae Louise Allen, som han träffat tio år tidigare i New York. Hon drabbades i slutet av 1990-talet av Alzheimers sjukdom och Mays vårdade henne fram till hennes död 2013.
Mays var gudfar åt Barry Bonds, vars far Bobby var lagkamrat med Mays i Giants 1968–1972 och blev en nära vän. Barry var bara fyra år när fadern debuterade för Giants och tyckte om att komma till matcherna och busa med Mays. Mays gillade pojken och brukade ta med honom ut på planen för att kasta boll och fånga lyror. Efter ett tag bad Barrys mor Pat Mays att bli pojkens gudfar, vilket Mays tackade ja till. Mays hade en nära relation till Barry ända fram till sin död.
På ålderns höst drabbades Mays av glaukom och han genomgick flera operationer för åkomman.
Mays bodde under många år fram till sin död i Atherton i Kalifornien, som ligger mellan San Francisco och San Jose.

## Statistik

### Major League Baseball

#### Grundserien
| År             | Klubb          | M                                                              | PA                                                             | AB                                                             | R                                                              | H                                                              | XBH                                                            | TB                                                             | 2B                                                             | 3B                                                             | HR                                                             | RBI                                                            | BB                                                             | IBB                                                            | SO                                                             | HBP                                                            | SB                                                             | CS                                                             | AVG                                                            | OBP                                                            | SLG                                                            | OPS                                                            |
| -------------- | -------------- | -------------------------------------------------------------- | -------------------------------------------------------------- | -------------------------------------------------------------- | -------------------------------------------------------------- | -------------------------------------------------------------- | -------------------------------------------------------------- | -------------------------------------------------------------- | -------------------------------------------------------------- | -------------------------------------------------------------- | -------------------------------------------------------------- | -------------------------------------------------------------- | -------------------------------------------------------------- | -------------------------------------------------------------- | -------------------------------------------------------------- | -------------------------------------------------------------- | -------------------------------------------------------------- | -------------------------------------------------------------- | -------------------------------------------------------------- | -------------------------------------------------------------- | -------------------------------------------------------------- | -------------------------------------------------------------- |
| 1948           | BBB            | 13                                                             | 48                                                             | 43                                                             | 6                                                              | 10                                                             | 3                                                              | 14                                                             | 2                                                              | 1                                                              | 0                                                              | 6                                                              | 4                                                              | ?                                                              | ?                                                              | 1                                                              | 1                                                              | ?                                                              | 0,233                                                          | 0,313                                                          | 0,326                                                          | 0,639                                                          |
| 1949           | BBB            | Spelade endast i minor leagues                                 | Spelade endast i minor leagues                                 | Spelade endast i minor leagues                                 | Spelade endast i minor leagues                                 | Spelade endast i minor leagues                                 | Spelade endast i minor leagues                                 | Spelade endast i minor leagues                                 | Spelade endast i minor leagues                                 | Spelade endast i minor leagues                                 | Spelade endast i minor leagues                                 | Spelade endast i minor leagues                                 | Spelade endast i minor leagues                                 | Spelade endast i minor leagues                                 | Spelade endast i minor leagues                                 | Spelade endast i minor leagues                                 | Spelade endast i minor leagues                                 | Spelade endast i minor leagues                                 | Spelade endast i minor leagues                                 | Spelade endast i minor leagues                                 | Spelade endast i minor leagues                                 | Spelade endast i minor leagues                                 |
| 1950           | BBB            | Spelade endast i minor leagues                                 | Spelade endast i minor leagues                                 | Spelade endast i minor leagues                                 | Spelade endast i minor leagues                                 | Spelade endast i minor leagues                                 | Spelade endast i minor leagues                                 | Spelade endast i minor leagues                                 | Spelade endast i minor leagues                                 | Spelade endast i minor leagues                                 | Spelade endast i minor leagues                                 | Spelade endast i minor leagues                                 | Spelade endast i minor leagues                                 | Spelade endast i minor leagues                                 | Spelade endast i minor leagues                                 | Spelade endast i minor leagues                                 | Spelade endast i minor leagues                                 | Spelade endast i minor leagues                                 | Spelade endast i minor leagues                                 | Spelade endast i minor leagues                                 | Spelade endast i minor leagues                                 | Spelade endast i minor leagues                                 |
| 1951           | NYG            | 121                                                            | 524                                                            | 464                                                            | 59                                                             | 127                                                            | 47                                                             | 219                                                            | 22                                                             | 5                                                              | 20                                                             | 68                                                             | 57                                                             | ?                                                              | 60                                                             | 2                                                              | 7                                                              | 4                                                              | 0,274                                                          | 0,356                                                          | 0,472                                                          | 0,828                                                          |
| 1952           | NYG            | 34                                                             | 144                                                            | 127                                                            | 17                                                             | 30                                                             | 10                                                             | 52                                                             | 2                                                              | 4                                                              | 4                                                              | 23                                                             | 16                                                             | ?                                                              | 17                                                             | 1                                                              | 4                                                              | 1                                                              | 0,236                                                          | 0,326                                                          | 0,409                                                          | 0,735                                                          |
| 1953           | NYG            | Spelade inte på grund av militärtjänstgöring under koreakriget | Spelade inte på grund av militärtjänstgöring under koreakriget | Spelade inte på grund av militärtjänstgöring under koreakriget | Spelade inte på grund av militärtjänstgöring under koreakriget | Spelade inte på grund av militärtjänstgöring under koreakriget | Spelade inte på grund av militärtjänstgöring under koreakriget | Spelade inte på grund av militärtjänstgöring under koreakriget | Spelade inte på grund av militärtjänstgöring under koreakriget | Spelade inte på grund av militärtjänstgöring under koreakriget | Spelade inte på grund av militärtjänstgöring under koreakriget | Spelade inte på grund av militärtjänstgöring under koreakriget | Spelade inte på grund av militärtjänstgöring under koreakriget | Spelade inte på grund av militärtjänstgöring under koreakriget | Spelade inte på grund av militärtjänstgöring under koreakriget | Spelade inte på grund av militärtjänstgöring under koreakriget | Spelade inte på grund av militärtjänstgöring under koreakriget | Spelade inte på grund av militärtjänstgöring under koreakriget | Spelade inte på grund av militärtjänstgöring under koreakriget | Spelade inte på grund av militärtjänstgöring under koreakriget | Spelade inte på grund av militärtjänstgöring under koreakriget | Spelade inte på grund av militärtjänstgöring under koreakriget |
| 1954           | NYG            | 151                                                            | 640                                                            | 565                                                            | 119                                                            | 195                                                            | 87                                                             | 377                                                            | 33                                                             | 13                                                             | 41                                                             | 110                                                            | 66                                                             | ?                                                              | 57                                                             | 2                                                              | 8                                                              | 5                                                              | 0,345                                                          | 0,411                                                          | 0,667                                                          | 1,078                                                          |
| 1955           | NYG            | 152                                                            | 670                                                            | 580                                                            | 123                                                            | 185                                                            | 82                                                             | 382                                                            | 18                                                             | 13                                                             | 51                                                             | 127                                                            | 79                                                             | 13                                                             | 60                                                             | 4                                                              | 24                                                             | 4                                                              | 0,319                                                          | 0,400                                                          | 0,659                                                          | 1,059                                                          |
| 1956           | NYG            | 152                                                            | 650                                                            | 578                                                            | 101                                                            | 171                                                            | 71                                                             | 322                                                            | 27                                                             | 8                                                              | 36                                                             | 84                                                             | 68                                                             | 20                                                             | 65                                                             | 1                                                              | 40                                                             | 10                                                             | 0,296                                                          | 0,369                                                          | 0,557                                                          | 0,926                                                          |
| 1957           | NYG            | 152                                                            | 668                                                            | 585                                                            | 112                                                            | 195                                                            | 81                                                             | 366                                                            | 26                                                             | 20                                                             | 35                                                             | 97                                                             | 76                                                             | 15                                                             | 62                                                             | 1                                                              | 38                                                             | 19                                                             | 0,333                                                          | 0,407                                                          | 0,626                                                          | 1,033                                                          |
| 1958           | SFG            | 152                                                            | 685                                                            | 600                                                            | 121                                                            | 208                                                            | 73                                                             | 350                                                            | 33                                                             | 11                                                             | 29                                                             | 96                                                             | 78                                                             | 12                                                             | 56                                                             | 1                                                              | 31                                                             | 6                                                              | 0,347                                                          | 0,419                                                          | 0,583                                                          | 1,002                                                          |
| 1959           | SFG            | 151                                                            | 648                                                            | 575                                                            | 125                                                            | 180                                                            | 82                                                             | 335                                                            | 43                                                             | 5                                                              | 34                                                             | 104                                                            | 65                                                             | 9                                                              | 58                                                             | 2                                                              | 27                                                             | 4                                                              | 0,313                                                          | 0,381                                                          | 0,583                                                          | 0,964                                                          |
| 1960           | SFG            | 153                                                            | 669                                                            | 595                                                            | 107                                                            | 190                                                            | 70                                                             | 330                                                            | 29                                                             | 12                                                             | 29                                                             | 103                                                            | 61                                                             | 11                                                             | 70                                                             | 4                                                              | 25                                                             | 10                                                             | 0,319                                                          | 0,381                                                          | 0,555                                                          | 0,936                                                          |
| 1961           | SFG            | 154                                                            | 659                                                            | 572                                                            | 129                                                            | 176                                                            | 75                                                             | 334                                                            | 32                                                             | 3                                                              | 40                                                             | 123                                                            | 81                                                             | 15                                                             | 77                                                             | 2                                                              | 18                                                             | 9                                                              | 0,308                                                          | 0,393                                                          | 0,584                                                          | 0,977                                                          |
| 1962           | SFG            | 162                                                            | 706                                                            | 621                                                            | 130                                                            | 189                                                            | 90                                                             | 382                                                            | 36                                                             | 5                                                              | 49                                                             | 141                                                            | 78                                                             | 11                                                             | 85                                                             | 4                                                              | 18                                                             | 2                                                              | 0,304                                                          | 0,384                                                          | 0,615                                                          | 0,999                                                          |
| 1963           | SFG            | 157                                                            | 671                                                            | 596                                                            | 115                                                            | 187                                                            | 77                                                             | 347                                                            | 32                                                             | 7                                                              | 38                                                             | 103                                                            | 66                                                             | 5                                                              | 83                                                             | 2                                                              | 8                                                              | 3                                                              | 0,314                                                          | 0,380                                                          | 0,582                                                          | 0,962                                                          |
| 1964           | SFG            | 157                                                            | 665                                                            | 578                                                            | 121                                                            | 171                                                            | 77                                                             | 351                                                            | 21                                                             | 9                                                              | 47                                                             | 111                                                            | 82                                                             | 13                                                             | 72                                                             | 1                                                              | 19                                                             | 5                                                              | 0,296                                                          | 0,383                                                          | 0,607                                                          | 0,990                                                          |
| 1965           | SFG            | 157                                                            | 638                                                            | 558                                                            | 118                                                            | 177                                                            | 76                                                             | 360                                                            | 21                                                             | 3                                                              | 52                                                             | 112                                                            | 76                                                             | 16                                                             | 71                                                             | 0                                                              | 9                                                              | 4                                                              | 0,317                                                          | 0,398                                                          | 0,645                                                          | 1,043                                                          |
| 1966           | SFG            | 152                                                            | 629                                                            | 552                                                            | 99                                                             | 159                                                            | 70                                                             | 307                                                            | 29                                                             | 4                                                              | 37                                                             | 103                                                            | 70                                                             | 11                                                             | 81                                                             | 2                                                              | 5                                                              | 1                                                              | 0,288                                                          | 0,368                                                          | 0,556                                                          | 0,924                                                          |
| 1967           | SFG            | 141                                                            | 544                                                            | 486                                                            | 83                                                             | 128                                                            | 46                                                             | 220                                                            | 22                                                             | 2                                                              | 22                                                             | 70                                                             | 51                                                             | 7                                                              | 92                                                             | 2                                                              | 6                                                              | 0                                                              | 0,263                                                          | 0,334                                                          | 0,453                                                          | 0,787                                                          |
| 1968           | SFG            | 148                                                            | 573                                                            | 498                                                            | 84                                                             | 144                                                            | 48                                                             | 243                                                            | 20                                                             | 5                                                              | 23                                                             | 79                                                             | 67                                                             | 7                                                              | 81                                                             | 2                                                              | 12                                                             | 6                                                              | 0,289                                                          | 0,372                                                          | 0,488                                                          | 0,860                                                          |
| 1969           | SFG            | 117                                                            | 459                                                            | 403                                                            | 64                                                             | 114                                                            | 33                                                             | 176                                                            | 17                                                             | 3                                                              | 13                                                             | 58                                                             | 49                                                             | 7                                                              | 71                                                             | 3                                                              | 6                                                              | 2                                                              | 0,283                                                          | 0,362                                                          | 0,437                                                          | 0,799                                                          |
| 1970           | SFG            | 139                                                            | 566                                                            | 478                                                            | 94                                                             | 139                                                            | 45                                                             | 242                                                            | 15                                                             | 2                                                              | 28                                                             | 83                                                             | 79                                                             | 3                                                              | 90                                                             | 3                                                              | 5                                                              | 0                                                              | 0,291                                                          | 0,390                                                          | 0,506                                                          | 0,896                                                          |
| 1971           | SFG            | 136                                                            | 537                                                            | 417                                                            | 82                                                             | 113                                                            | 47                                                             | 201                                                            | 24                                                             | 5                                                              | 18                                                             | 61                                                             | 112                                                            | 11                                                             | 123                                                            | 3                                                              | 23                                                             | 3                                                              | 0,271                                                          | 0,425                                                          | 0,482                                                          | 0,907                                                          |
| 1972           | SFG (del)      | 19                                                             | 67                                                             | 49                                                             | 8                                                              | 9                                                              | 2                                                              | 11                                                             | 2                                                              | 0                                                              | 0                                                              | 3                                                              | 17                                                             | 1                                                              | 5                                                              | 0                                                              | 3                                                              | 0                                                              | 0,184                                                          | 0,394                                                          | 0,224                                                          | 0,618                                                          |
| 1972           | NYM (del)      | 69                                                             | 242                                                            | 195                                                            | 27                                                             | 52                                                             | 18                                                             | 87                                                             | 9                                                              | 1                                                              | 8                                                              | 19                                                             | 43                                                             | 5                                                              | 43                                                             | 1                                                              | 1                                                              | 5                                                              | 0,267                                                          | 0,402                                                          | 0,446                                                          | 0,848                                                          |
| 1972           | TOT            | 88                                                             | 309                                                            | 244                                                            | 35                                                             | 61                                                             | 20                                                             | 98                                                             | 11                                                             | 1                                                              | 8                                                              | 22                                                             | 60                                                             | 6                                                              | 48                                                             | 1                                                              | 4                                                              | 5                                                              | 0,250                                                          | 0,400                                                          | 0,402                                                          | 0,802                                                          |
| 1973           | NYM            | 66                                                             | 239                                                            | 209                                                            | 24                                                             | 44                                                             | 16                                                             | 72                                                             | 10                                                             | 0                                                              | 6                                                              | 25                                                             | 27                                                             | 0                                                              | 47                                                             | 1                                                              | 1                                                              | 0                                                              | 0,211                                                          | 0,303                                                          | 0,344                                                          | 0,647                                                          |
| Totalt (23 år) | Totalt (23 år) | 3 005                                                          | 12 541                                                         | 10 924                                                         | 2 068                                                          | 3 293                                                          | 1 326                                                          | 6 080                                                          | 525                                                            | 141                                                            | 660                                                            | 1 909                                                          | 1 468                                                          | 192                                                            | 1 526                                                          | 45                                                             | 339                                                            | 103                                                            | 0,301                                                          | 0,384                                                          | 0,557                                                          | 0,941                                                          |

     Bäst i Major League Baseball
     Bäst i National League
     Sämst i Major League Baseball
1. ↑  0,638 enligt Baseball-Reference.com
2. ↑  7 enligt Baseball-Reference.com
3. ↑  1 enligt Baseball-Reference.com
4. ↑  0,736 enligt Baseball-Reference.com
5. ↑  641 enligt Baseball-Reference.com
6. ↑  14 enligt Baseball-Reference.com
7. ↑  651 enligt Baseball-Reference.com
8. ↑  669 enligt Baseball-Reference.com
9. ↑  649 enligt Baseball-Reference.com
10. ↑  0,798 enligt Baseball-Reference.com
11. ↑  0,897 enligt Baseball-Reference.com
12. ↑  12 545 enligt Baseball-Reference.com
13. ↑  214 enligt Baseball-Reference.com
14. ↑  0,940 enligt Baseball-Reference.com

#### Slutspelet
| År            | Klubb         | M  | PA  | AB  | R  | H  | XBH | TB | 2B | 3B | HR | RBI | BB | IBB | SO | HBP | SB | CS | AVG   | OBP   | SLG   | OPS   |
| ------------- | ------------- | -- | --- | --- | -- | -- | --- | -- | -- | -- | -- | --- | -- | --- | -- | --- | -- | -- | ----- | ----- | ----- | ----- |
| 1948          | BBB           | 8  | 35  | 28  | 5  | 7  | 1   | 8  | 1  | 0  | 0  | 5   | 7  | ?   | ?  | 0   | 0  | ?  | 0,250 | 0,400 | 0,286 | 0,686 |
| 1951          | NYG           | 6  | 24  | 22  | 1  | 4  | 0   | 4  | 0  | 0  | 0  | 1   | 2  | ?   | 2  | ?   | 0  | ?  | 0,182 | ?     | 0,182 | ?     |
| 1954          | NYG           | 4  | 18  | 14  | 4  | 4  | 1   | 5  | 1  | 0  | 0  | 3   | 4  | ?   | 1  | ?   | 1  | ?  | 0,286 | ?     | 0,357 | ?     |
| 1962          | SFG           | 7  | 29  | 28  | 3  | 7  | 2   | 9  | 2  | 0  | 0  | 1   | 1  | ?   | 5  | ?   | 1  | ?  | 0,250 | ?     | 0,321 | ?     |
| 1971          | SFG           | 4  | 18  | 15  | 2  | 4  | 3   | 9  | 2  | 0  | 1  | 3   | 3  | ?   | 3  | ?   | 1  | ?  | 0,267 | ?     | 0,600 | ?     |
| 1973          | NYM           | 4  | 10  | 10  | 2  | 3  | 0   | 3  | 0  | 0  | 0  | 2   | 0  | 0   | 1  | ?   | 0  | ?  | 0,300 | ?     | 0,300 | ?     |
| Totalt (6 år) | Totalt (6 år) | 33 | 134 | 117 | 17 | 29 | 7   | 38 | 6  | 0  | 1  | 15  | 17 | ?   | ?  | ?   | 3  | ?  | 0,248 | ?     | 0,325 | ?     |

1. ↑  0 enligt Baseball-Reference.com
2. ↑  0 enligt Baseball-Reference.com
3. ↑  0 enligt Baseball-Reference.com
4. ↑  0,250 enligt Baseball-Reference.com
5. ↑  0,432 enligt Baseball-Reference.com
6. ↑  0 enligt Baseball-Reference.com
7. ↑  0 enligt Baseball-Reference.com
8. ↑  0 enligt Baseball-Reference.com
9. ↑  0,444 enligt Baseball-Reference.com
10. ↑  0,802 enligt Baseball-Reference.com
11. ↑  0 enligt Baseball-Reference.com
12. ↑  0 enligt Baseball-Reference.com
13. ↑  0 enligt Baseball-Reference.com
14. ↑  0,276 enligt Baseball-Reference.com
15. ↑  0,597 enligt Baseball-Reference.com
16. ↑  0 enligt Baseball-Reference.com
17. ↑  0 enligt Baseball-Reference.com
18. ↑  0 enligt Baseball-Reference.com
19. ↑  0,389 enligt Baseball-Reference.com
20. ↑  0,989 enligt Baseball-Reference.com
21. ↑  0 enligt Baseball-Reference.com
22. ↑  0 enligt Baseball-Reference.com
23. ↑  0,300 enligt Baseball-Reference.com
24. ↑  0,600 enligt Baseball-Reference.com
25. ↑  0 enligt Baseball-Reference.com
26. ↑  0,343 enligt Baseball-Reference.com
27. ↑  0,668 enligt Baseball-Reference.com